# Video Killed the Radio Star
Video Killed the Radio Star ist ein Lied des britischen New-Wave- und Popduos The Buggles. Es erschien im Jahr 1979 als Single und avancierte zum weltweiten Charthit sowie Nummer-eins-Hit in einigen Ländern.

## Entstehung und Veröffentlichung
Das Lied wurde gemeinsam von den beiden Buggles-Mitgliedern Geoff Downes und Trevor Horn, zusammen mit Bruce Woolley, getextet und komponiert. Downes und Horn zeichneten darüber hinaus auch für die Produktion verantwortlich.
Die Erstveröffentlichung von Video Killed the Radio Star erfolgte als Single am 7. September 1979 bei Island Records (Katalognummer: WIP 6524). Am 4. Februar 1980 erschien das Lied als Teil des Debütalbums The Age of Plastic (Katalognummer: 201 290-320). In dieser Version hat es noch einen zusätzlichen Coda-Schlussteil.

## Hintergrund
Eine frühe Aufnahme erfolgte bereits 1978 durch Bruce Woolley and The Camera Club (mit Thomas Dolby an den Keyboards) für das Album English Garden, noch vor der heute bekannten Version der Buggles. 
Die weiblichen Stimmen in dem Song waren Debi Doss und Linda Jardim.
Video Killed the Radio Star ist der Videoclip, mit dem der US-amerikanische Musiksender MTV das Programm begann und somit das erste dort gezeigte Musikvideo. Es wurde dort am 1. August 1981 um 0.01 Uhr ausgestrahlt. Außerdem war es am 27. Februar 2000 um 2.57 Uhr auch das millionste auf MTV gesendete Video. Im Videoclip ist der deutsche Komponist Hans Zimmer an einem modularen Synthesizer zu sehen. Er hatte bereits vorher mit den Buggles-Musikern im Rahmen der Band Camera Club zusammengearbeitet. Woolley schrieb nicht nur den Song, sondern führte auch Regie beim offiziellen Musikvideo.

## Kommerzieller Erfolg

### Chartplatzierungen
Der Titel war der kommerziell erfolgreichste Titel der Buggles und erreichte in einigen Ländern Platz eins der Singlecharts. Darunter waren Österreich, Großbritannien und die Schweiz. In Deutschland erreichte Video Killed the Radio Star Platz zwei und in den Vereinigten Staaten Platz 40.
| ChartsChartplatzierungen       | Höchstplatzierung | Wochen |
| ------------------------------ | ----------------- | ------ |
| Deutschland (GfK)              | 2 (22 Wo.)        | 22     |
| Österreich (Ö3)                | 1 (18 Wo.)        | 18     |
| Schweiz (IFPI)                 | 1 (12 Wo.)        | 12     |
| Vereinigte Staaten (Billboard) | 40 (10 Wo.)       | 10     |
| Vereinigtes Königreich (OCC)   | 1 (11 Wo.)        | 11     |

| ChartsJahrescharts (1980) | Platzierung |
| ------------------------- | ----------- |
| Deutschland (GfK)         | 43          |
| Österreich (Ö3)           | 14          |

### Auszeichnungen für Musikverkäufe
| Land/Region                  | Auszeichnungen für Musikverkäufe (Land/Region, Auszeichnung, Verkäufe) | Verkäufe  |
| ---------------------------- | ---------------------------------------------------------------------- | --------- |
| Dänemark (IFPI)              | Gold                                                                   | 45.000    |
| Frankreich (SNEP)            | Platin                                                                 | 1.000.000 |
| Italien (FIMI)               | Gold                                                                   | 50.000    |
| Japan (RIAJ)                 | Gold                                                                   | 100.000   |
| Neuseeland (RMNZ)            | Platin                                                                 | 30.000    |
| Spanien (Promusicae)         | Gold                                                                   | 25.000    |
| Vereinigtes Königreich (BPI) | Platin                                                                 | 600.000   |
| Insgesamt                    | 4× Gold · 3× Platin ·                                                  | 1.850.000 |

## Coverversionen
Video Killed the Radio Star wurde etliche Male als Coverversion veröffentlicht. Am erfolgreichsten war eine Neuinterpretation von The Presidents of the United States of America vom Album Pure Frosting. Sie erreichten damit Platz 52 der britischen Charts. Weitere Coverversionen stammen von:
| Jahr | Künstler                                       | Album                                                |
| ---- | ---------------------------------------------- | ---------------------------------------------------- |
| 1979 | Didi Zill a                                    |                                                      |
| 1979 | Ringo (Sänger)                                 | Qui est ce grand corbeau noir                        |
| 1988 | Bon Ton                                        |                                                      |
| 1992 | Geoff Downes & Glenn Hughes                    | Vox Humana (Downes) b                                |
| 1993 | Jun’ichi Kanemaru                              | Inspired Colors                                      |
| 1998 | The Presidents of the United States of America | Pure Frosting                                        |
| 1999 | Lolita No.18                                   | ヤリタミン (YALITAMIN)                               |
| 2000 | Ken Laszlo                                     | Ken Laszlo 2000                                      |
| 2003 | Erasure                                        | Other People's Songs                                 |
| 2004 | Dragonheart                                    |                                                      |
| 2005 | Amber Pacific                                  | Punk Goes 80’s                                       |
| 2005 | Ben Folds Five                                 | Whatever and Ever Amen                               |
| 2005 | Len                                            | The Diary of the Madmen (als Hidden Track)           |
| 2005 | Maria Doyle Kennedy                            | Skull Cover                                          |
| 2007 | Alvin and the Chipmunks                        | Alvin and the Chipmunks The Video Game               |
| 2007 | Envy & Other Sins                              |                                                      |
| 2007 | The Feeling                                    | Rosé                                                 |
| 2007 | Haruko Momoi                                   | COVER BEST — Cover Densha                            |
| 2008 | Bitch Alert                                    | Pink Bunnies Get Hit by Big Trucks                   |
| 2009 | V V Brown                                      | Travelling Like the Light                            |
| 2011 | Pentatonix                                     | The Sing-Off: Season 3: Episode 5 - Guilty Pleasures |
| 2012 | Young London                                   | Single                                               |
| 2012 | Joyce Manor                                    | Of All Things I Will Soon Grow Tired                 |
| 2012 | Dominico but call me "D"                       | Single                                               |
| 2012 | Superbus                                       | Sunset                                               |
| 2018 | Postmodern Jukebox                             |                                                      |
| 2019 | Walk Off the Earth                             |                                                      |
| 2021 | Billy Cobb                                     | Songs I Stole                                        |
| 2025 | The Happy Disharmonists                        |                                                      |

## Trivia
Der Titel des achten, von Trevor Horn produzierten Studioalbums von Robbie Williams, Reality Killed the Video Star, ist eine Anspielung auf den Song der Buggles. Im Oktober 2009 trug er diesen auf seiner Live-Tour auch vor.
Im Song Herzblatt (Aua Aua) (2025 veröffentlicht) von Tream und Mia Julia ist eine Anspielung auf Video killed the Radio Star enthalten. Das Aua Aua im Chorus wird melodisch genau so gesungen, wie das markante Oh, a, oh im Buggles Song.